# نیکول هتزر
نیکول هتزر (به انگلیسی: Nicole Hetzer) (زادهٔ ۱۸ فوریهٔ ۱۹۷۹) شناگر اهل آلمان است.